# Поклик пекла
Поклик пекла (англ. Hellbound, кор.: хангиль: 지옥, ханча: 地獄, НЛ: Jiok) — південнокорейський потоковий телесеріал режисера Йон Сан Хо, оснований на його власному однойменному вебтуні. Серіал являє собою оригінальний реліз Netflix про надприродних ангелів, що з'являються з нізвідки, щоб приректи людей на пекло, в головних ролях: Ю А Ін, Кім Хьон Джу, Пак Чон Мін, Вон Чін А і Ян Ік Джун.
Прем'єра пілоту серіалу відбулася на Міжнародному кінофестивалі в Торонто в 2021 році в програмі прайм-тайм телесеріалів 9 вересня 2021 року і стала першою корейською драмою, що потрапила на фестиваль. Він вийшов на Netflix 19 листопада 2021 року і увійшов до десятки кращих драматичних фільмів Netflix за один день після виходу.

## Стислий огляд
«Поклик пекла» відбувається в альтернативній версії реальності Землі, де надприродні істоти раптово матеріалізуються, щоб вимовляти пророцтва і тягнути людей в пекло. Прив'язаний до метафізичного підходу, він розкриває подвійність, що полягає в тому, що ви не дозволяєте своєму світлу проявитися і тільки сповільнюєте свою темряву, щоб розкрити себе.
У той час як епізоди 1—3 присвячені Чін Кьон Хуну, детективу, який розслідує події, і Чон Чін Су, голові «нової правди», епізоди 4—6 відбуваються 5 років по тому і присвячені Бе Йон Че, телепродюсеру, якому доводиться боротися з тим фактом, що його новонароджена дитина приречена на пекло.

## В ролях

### Головні
- Ю А Ін у ролі Чон Чін Су, лідера культу, глави формованої релігії «Суспільство нової істини»[7]
  - Пак Сан Хун в ролі юного Чон Чін Су[8]
- Кім Хьон Джу у ролі Мін Хє Чіна, адвоката [9]
- Пак Чон Мін у ролі Бе Йон Че [10]
- Вон Чін А у ролі Сон Со Хьон, дружини Бе Йон Че[11]
- Ян Ік Джун у ролі Чін Кьон Хуна, детектива

### Другорядні
- Кім До Юн у ролі Лі Дон Вука, стримера і учасника Arrowhead
- Кім Сін Рок у ролі Пак Чон Джа
- Рю Кьон Су у ролі Ю Джі, священника культу
- Лі Рі у ролі Чін Хі Джон, дочки Чін Кьон Хуна
- Ім Хьон Гук у ролі Кон Хьон Джуна, професора соціології[12]

## Виробництво
У квітні 2020 року Netflix схвалив виробництво оригінального серіалу, заснованого на вебтуні Hellbound, написаному і намальованому Йон Сан Хо. Йон підписав контракт на режисуру серіалу.
Наприкінці липня підтверджено, що Ю А Ін, Пак Чон Мін, Кім Хьон Джу, Вон Чін А, Ян Ік Джун, Кім Сін Рок, Рю Кьон Су і Лі Рі зіграють ролі в серіалі. 25 лютого 2021 року режисер і актори Hellbound представили серіал в рамках роуд-шоу контенту Netflix.

## Випуск
Світова прем'єра серіалу відбулася на Міжнародному кінофестивалі в Торонто в 2021 році, коли перші три епізоди були показані в розділі «Прайм-тайм» 9 вересня 2021 року і стали першою корейською драмою, що потрапила на фестиваль. Перші три епізоди також були показані на 26-му Міжнародному кінофестивалі в Пусані у нещодавно створеній секції «На екрані» 7 жовтня 2021 року і на 65-му Лондонському кінофестивалі BFI у секції «Гострі відчуття» 7 жовтня 15, 2021. Він вийшов для потокового передавання на Netflix 19 листопада 2021 року.

## Сприйняття
Сайт-агрегатор відгуків Rotten Tomatoes повідомив про 100%-ний рейтинг схвалення, оснований на 14 відгуках із середнім рейтингом 7,80/10. Критичний консенсус сайту говорить: «викликаний диявольською уявою сценариста-режисера Йон Сан Хо, Hellbound використовує свою жахливу концепцію для вдумливого вивчення людської схильності до помилок» 

### Реакція аудиторії
Згідно з даними потокової аналітичної фірми FlixPatrol, протягом дня після виходу серіал піднявся на 1-е місце в світових драмах Netflix. Це найшвидший показник для корейського серіалу на Netflix. Бали за рейтинг розраховуються на основі позиції в списку топ - 10 Netflix, в якому серіал зайняв 1-е місце в 24 країнах.

### Відгуки критиків
Нік Аллен з RogerEbert.com дав серіалу позитивний відгук, похваливши те, як шоу змішало обґрунтований жах зі вдумливими дискусіями про гріх. Він написав: «тріо монстрів гніву може бути абсурдним, але безумство всередині Hellbound надзвичайно правдоподібно». Кайлі Нортовер, яка написала для The Age, дала 4 зірки з 5 і, оцінивши розповідь, написала: «...розповідь неухильно розвивається в переконливу суміш поліцейських процедур, жорстокого жаху і проникливих коментарів навколо ідей людських недоліків, смертності, гріха, справедливості і впливу засобів масової інформації».